# Asedio de Laquis
El asedio de Laquis tuvo lugar en el año 701 a. C. y formaba parte de la campaña del rey asirio Senaquerib para conquistar Judá. El asedio terminó con la toma de la ciudad por los asirios.

## Precedentes

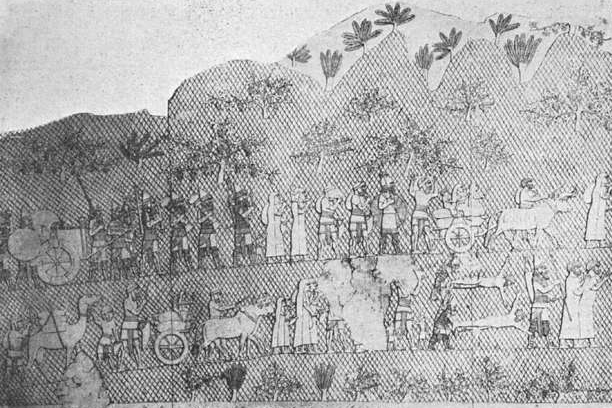
Cautivos de Judea llevados como esclavos por los asirios tras el asedio de Laquis en 701 a. C. Este relieve es importante para el conocimiento de la indumentaria de Judea.

Tras sobrevivir a la muerte de muchos de sus hermanos – su nombre significa “El dios Sin ha compensado la muerte de sus hermanos”, Senaquerib sucedió a su padre Sargón II, continuando con la política tradicional de sus antecesores y se enzarzó en enfrentamientos con los estados tributarios que se habían rebelado. Una de esas primeras campañas se dirigió hacia Levante donde el Egipto Kushita promovía constantes revueltas contra el poder asirio.
Ezequías, rey de Judá, lideraba una coalición antiasiria que englobaba a Ascalón, Ecrón, Arwad, Biblos, Sidón, Amón, Moab y Edom; además este rey envió embajadores a Babilonia promoviendo la rebelión. Estas iniciativas políticas fueron criticadas por el profeta Isaías.
En 701 a. C., tras sofocar la revuelta de Babilonia, Senaquerib marchó contra los insurrectos para someterlos nuevamente al poder asirio. Primero se dirigió a Cilicia donde la revuelta fue brutalmente aplastada y la ciudad de Tarso completamente destruida. El monarca de Tiro se vio forzado a huir a Chipre, y los asirios impusieron un nuevo príncipe en la ciudad, para a continuación dirigirse hacia el sur. Samsimuruna, Arwad, Biblos, Asdod, Beth-Ammon, Moab, Edom prefirieron someterse y pagar tributos a enfrentarse al temible ejército asirio. Ascalón fue tomada por la fuerza, junto con las ciudades cercanas de Jope y Bet-dagón. Tras la conquista de estas ciudades tendrían lugar las torturas y asesinatos sistemáticos por los medios más atroces, y a fin de impedir las frecuentes rebeliones, los asirios también se sirvieron de las deportaciones masivas. Se calcula que durante el reinado de Senaquerib hubo 408.150 deportados.
Según una inscripción asiria, la ciudad filistea de Ecrón había entregado a su monarca pro-asirio Padi a Ezequías, que le mantuvo encarcelado. Temiendo las brutales represalias asirias, llamaron en su defensa al faraón de Egipto, en contra de la opinión de Isaías.  Él Faraón le envió un ejército al mando de su hermano y sucesor Taharqa, que tomó posiciones con los filisteos en la llanura de Eltheke. En la batalla subsiguiente, conocida como batalla de Altaku, el ejército asirio consiguió una victoria completa, haciendo numerosos, prisioneros, incluyendo al estado mayor egipcio.
La Biblia indica que entonces Senaquerib atacó Judá, sitiando y capturando muchas de sus ciudades y pueblos fortificados.

## El asedio
El asedio comenzó con proposiciones de los asirios a los sitiados. Les dijeron que si se rendían serían tratados con indulgencia pero que si se obstinaban en luchar toda la fuerza del ejército asirio caería sobre ellos y serían castigados según el acostumbrado modo asirio. Cuando los sitiados se negaron a rendirse, comenzó el cerco.
El primer paso que tomaron los asirios fue rodear la ciudad para impedir que sus habitantes escaparan y después avanzaron los arqueros protegidos por gigantescos escudos (Los asirios poseían un curioso escudo de junco, alto, curvo y grueso. Se manejaba por parejas, mientras uno lo sostenía por el asa, el otro disparaba flechas.
Estos arqueros despejaron las almenas mientras los ingenieros iniciaban la construcción de una rampa de asedio y de una torre de asalto. Una vez completada la rampa fue pavimentada con losas de piedra para facilitar el tránsito de la torre.
Una vez completado todo ello, los asirios iniciaron el asalto en dos vías; se arrastró la torre por la rampa y se llevó el ariete hasta la sección media de la muralla enemiga. Los arqueros de la torre barrieron las murallas de enemigos, mientras la infantería se aproximaba con escalas para lanzarse al asalto de la ciudad.
La lucha debió ser intensa y el asalto duraría varios días hasta que los asirios terminaron tomando completamente la ciudad.
La arqueología ha corroborado que el lugar fue destruido y que centenares de hombres, mujeres y niños fueron pasados por la espada.

## Consecuencias
Aunque el cerco de Laquis terminó en éxito asirio, Senaquerib no pudo tomar Jerusalén por causa de la peste. Además el ejército asirio sufrió una fuerte derrota ante un ejército egipcio. Sin embargo Judá perdió 46 ciudades y tuvo que someterse a pagar un tributo. Senaquerib dejó Jerusalén a Ezequías pero dividió parte de su territorio entre Asdod, Gaza y Ecrón con lo que Judá quedó reducido a poco más de una ciudad-estado y paso del 1.er al 2º grado de vasallaje. Más tarde, Senaquerib restituyó los territorios perdidos a Judá porque le interesaba crear un reino-tapón entre Asiria y Egipto.